# Route 72 (Terre-Neuve-et-Labrador)
Pour les articles homonymes, voir Route 72.
La route 72 est une route tertiaire de la province de Terre-Neuve-et-Labrador, située dans l'est de l'île de Terre-Neuve, sur la péninsule d'Avalon. Elle est une route faiblement empruntée reliant la route 70 à la pointe Green de la baie de la Conception, à l'est de Bay Roberts. De plus, elle mesure 11 kilomètres, et est une route asphaltée sur l'entièreté de son tracé.

## Tracé
La 72 débute sur la route 70 à North River, entre Clarke's Beach et Bay Roberts. Elle se dirige vers l'est-nord-est pendant 11 kilomètres, traversant notamment Port de Grave, puis elle suit la pointe Green pour le reste de son parcours. Elle aboutit sur un cul-de-sac au bout de la pointe, sur la baie de la Conception.

## Attrait
- Fisherman's Museum & Porter House